# Kolumbo
Kolumbo és un volcà submarí actiu al mar Egeu, a uns 8 quilòmetres al nord-est del Cap Kolumbo, de l'illa Santorí. És el més gran d'un seguit de cons volcànics submarins que s'estén cap al nord-est de Santorí, el diàmetre del cràter és aproximadament de 1.5 km. Es descobrí el 1649-50 quan la caldera quedà a la vista, però aquella explosió no fou res comparada amb la qual va destruir Tera aproximadament el 1630 aC (anomenada erupció minoica), que suposà un gran declivi per a la Civilització minoica. Aquest volcà de Santorí forma part del Smithsonian Institution's Global Volcanism Program.
El 1650 l'acumulació que hi havia al con va arribar a la superfície provocant una explosió que envià flux piroclàstic a la superfície del mar, a les costes i vessants de Santorí, provocant la mort de setanta persones i molts animals. A més, el volcà s'ensorrà provocant un tsunami que va causar danys a les illes properes fins a 150 quilòmetres de distància.
El 2006 una expedició de l'NOAA va explorar el llit marí amb els robots ROV (Remotely operated underwater vehicle) per elaborar mapes i extreure mostres de les dues erupcions.
La base del cràter es troba a uns 500 m sota el nivell del mar.